# Un bel pasticcio!
Un bel pasticcio! (A Fine Mess) è un film del 1986 diretto da Blake Edwards.

## Trama
Spence Holden, un attore di scarso successo, vive una vita fatta di truffe e piccoli imbrogli, e si trova casualmente a scoprire un piano illecito in atto. Durante una visita in un ippodromo, infatti, sente due loschi individui, Wayne "Turnip" Parragella e Maurice "Binky" Drundza, che progettano di dopare un cavallo da corsa, "Sorry", con un super stimolante che dovrebbe farlo vincere a tutti i costi. I due malviventi hanno in mente di scommettere sul cavallo per guadagnare una grossa somma e Spence decide a sua volta di passare all'azione. Con l’aiuto del suo amico Dennis Powell, un modesto cameriere con aspirazioni da ristoratore, Spence organizza una scommessa sul cavallo, certi che vincerà. La coppia di amici, però, non sa che il piano che stanno seguendo li metterà in guai molto più grandi di quelli che avevano previsto. Dopo che "Sorry" vince la corsa, il cavallo muore a causa del doping, attirando l’attenzione non solo dei truffatori ma anche della polizia, che inizia a braccarli. Nel tentativo di fuggire, i due amici si rifugiano in un’asta, dove Dennis, in maniera accidentale, compra una pianola d’antiquariato che finirà per complicare ulteriormente le cose. La pianola diventa l'oggetto del desiderio di Claudia Pazzo, la bellissima amante del boss mafioso Tony Pazzo, che, oltre a essere interessata al pianoforte, si invaghisce di Spence. Quest’ultimo, pur essendo attratto dalla donna, si trova coinvolto in una serie di equivoci che lo portano a dover fuggire non solo dai malviventi ma anche da un boss della malavita e dalla polizia. 
Con il culmine del "bel pasticcio" che si svolge tra inseguimenti, sparatorie e continui colpi di scena, Spence e Dennis si ritrovano più volte in situazioni assurde e pericolose ma il loro spirito d’avventura e l’improbabile complicità li tengono uniti in questa bizzarra corsa contro il tempo, mentre cercano di sbarazzarsi dei loro inseguitori e di uscire vivi dalla situazione.